# حوض ترسيب

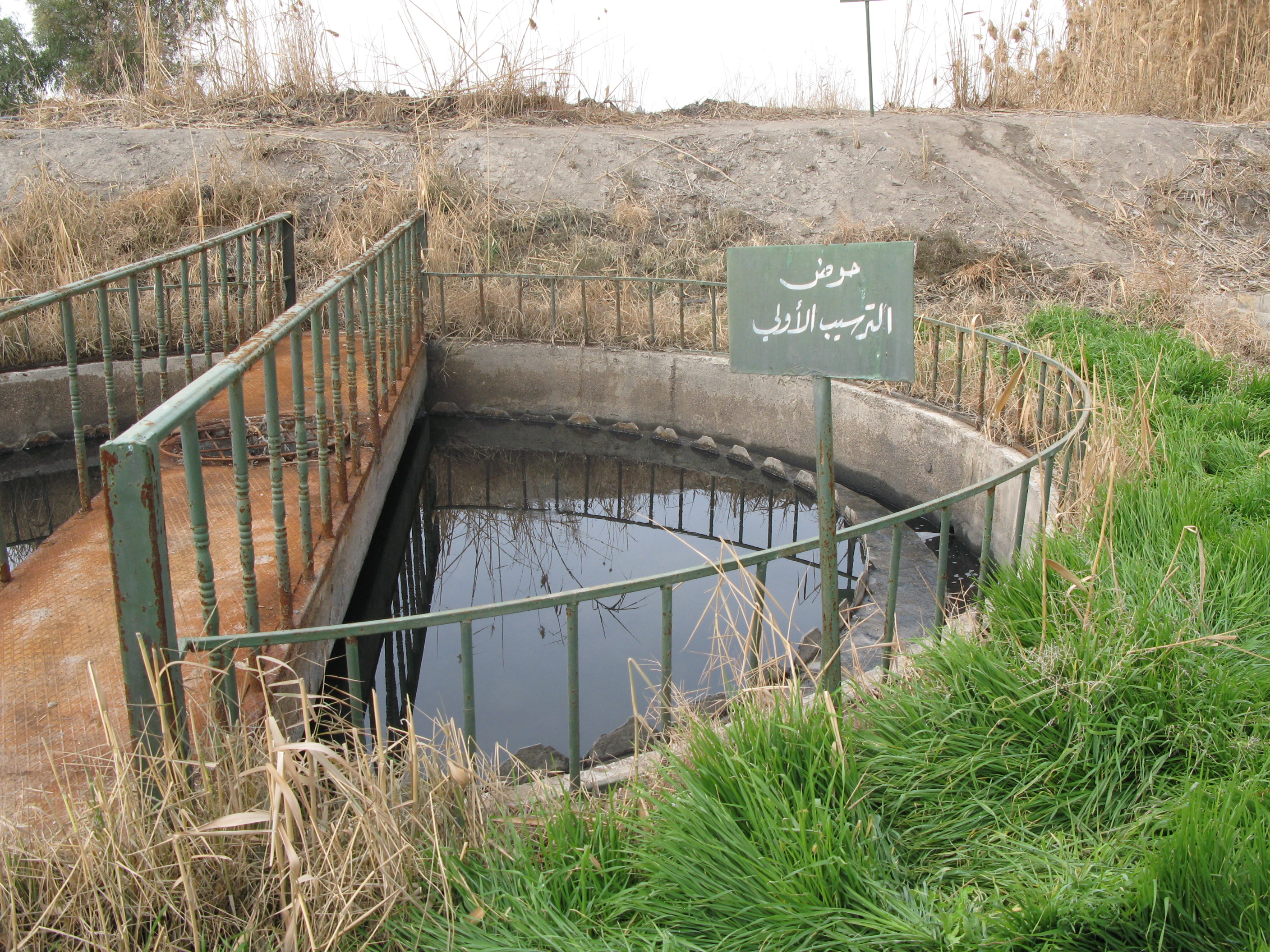
حوض ترسيب أولي - حران العواميد، ريف دمشق.

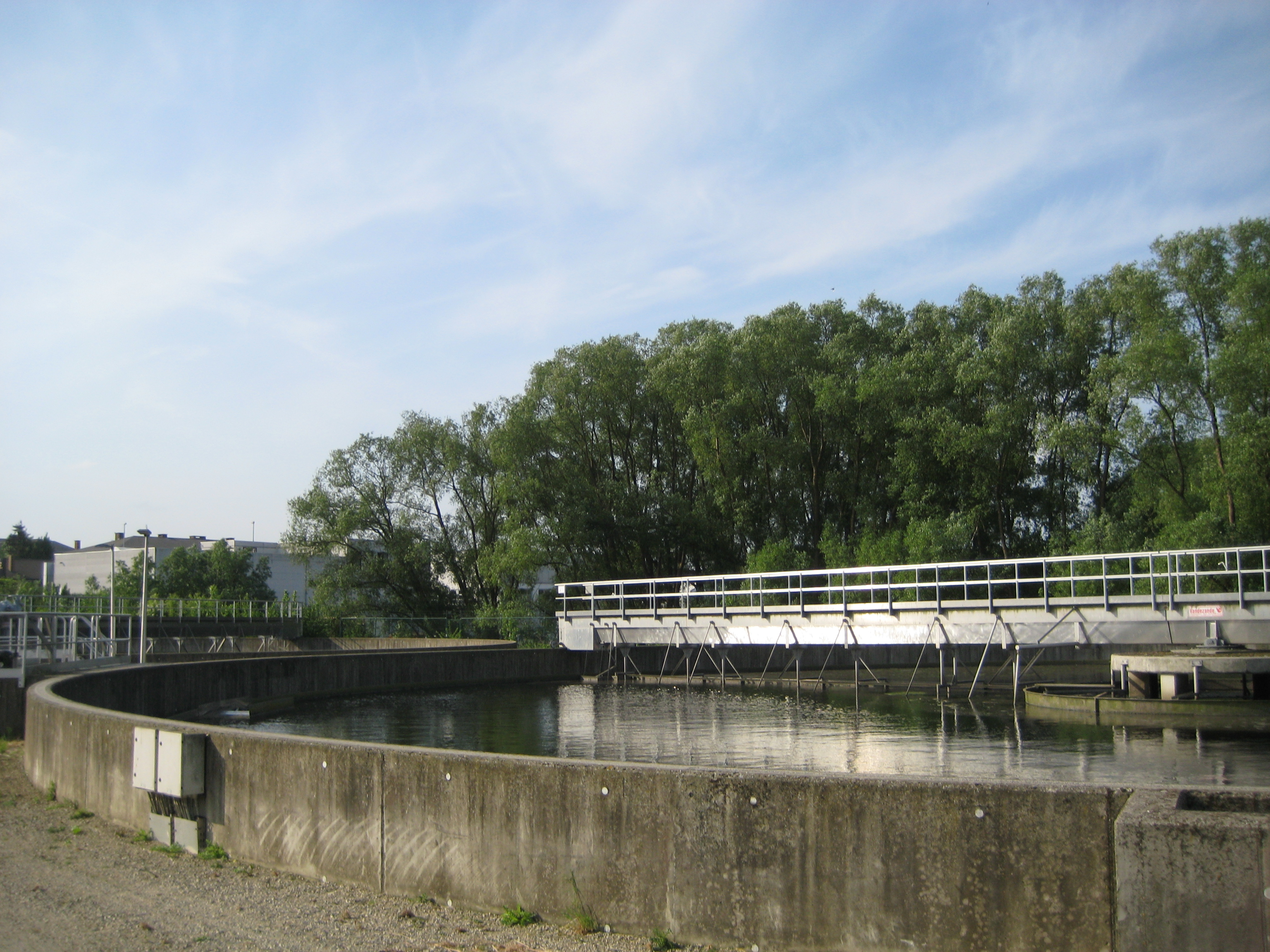
حوض ترويق ذو مكشطة.

خزان الترسيب أو حوض الترسيب وحدة صناعية تفصل سائل عن مواد صلبة، اعتمادا على مبدأ الترسيب. يحجز حوض الترسيب المواد المعلقة القابلة للترسب. يعمل الاتساع العرضي للحوض على إبطاء سرعة الجريان، إلى نحو 1,5 سم/ثانية تبعاً لدرجة تلوث المياه ومدى جفاف الطقس.
يُسمّى حوض الترسيب مروّقا (بالتشديد) أو حوض ترويق إذا زوِّد بمكشطة أو آلات متحركة لإزالة المواد الصلبة.

## تطبيقات

### معالجة الصرف
يُعدّ أحد أهم عناصر محطات معالجة المياه. تصل مياه الصرف الصحي حوضَ الترسيب الأوّلي عبر حوض فصل الحصى والرمل، ومصيدة الدهون، ويتخلص حوض الترسيب الأولي من بعض المواد العضوية غير المُذابة والمواد الصلبة والتي لم تُفصَل بالترشيح في شبكة النفايات.